# 1674

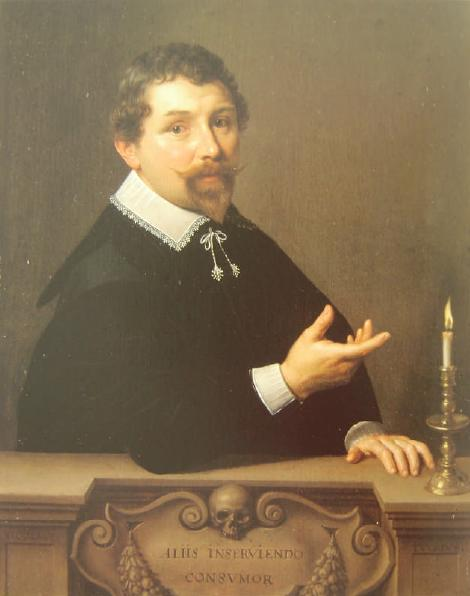
Nicolaes Tulp, médico e político holandês. Pintura de Nicolaes Eliaszoon Pickenoy (1633), Museu da cidade de Amsterdão.

- Wikisource

| Calendário gregoriano                                                        | 1674 MDCLXXIV                       |
| Ab urbe condita                                                              | 2427                                |
| Calendário arménio                                                           | 1123 – 1124                         |
| Calendário bahá'í                                                            | -170 – -169                         |
| Calendário budista                                                           | 2218                                |
| Calendário chinês                                                            | 4370 – 4371 Início a 6 de fevereiro |
| Calendário copta                                                             | 1390 – 1391                         |
| Calendário etíope                                                            | 1666 – 1667                         |
| Calendários hindus - Vikram Samvat - Calendário nacional indiano - Cáli Iuga | 1729 – 1730 1595 – 1596 4774 – 4775 |
| Calendário Holoceno                                                          | 11674                               |
| Calendário islâmico                                                          | 1085 – 1086                         |
| Calendário judaico                                                           | 5434 – 5435                         |
| Calendário persa                                                             | 1052 – 1053                         |
| Calendário rúnico                                                            | 1924                                |
| Calendário solar tailandês                                                   | 2217                                |

1674 (MDCLXXIV, na numeração romana) foi um ano comum do século XVII do Calendário Gregoriano, da Era de Cristo, e a sua letra dominical foi G (52 semanas), teve início numa segunda-feira e terminou também numa segunda-feira.
| Ano completo                         |
| ------------------------------------ |
| Ano comum com início à segunda-feira |

## Eventos
- Fundação do Município de Passa-Quatro em Minas Gerais.
- Fernão Dias comandou uma das principais explorações.
- Naufrágio, no mar dos Açores, de uma embarcação de origem holandesa, de 50 canhões.[1]

## Mortes
- 23 de junho - D. Francisco de Sousa. 1.º marquês das Minas e herói da Restauração da Independência de Portugal (n, 1615)
- 12 de setembro - Nicolaes Tulp, médico, político neerlandês.